# Charles R. Buckalew

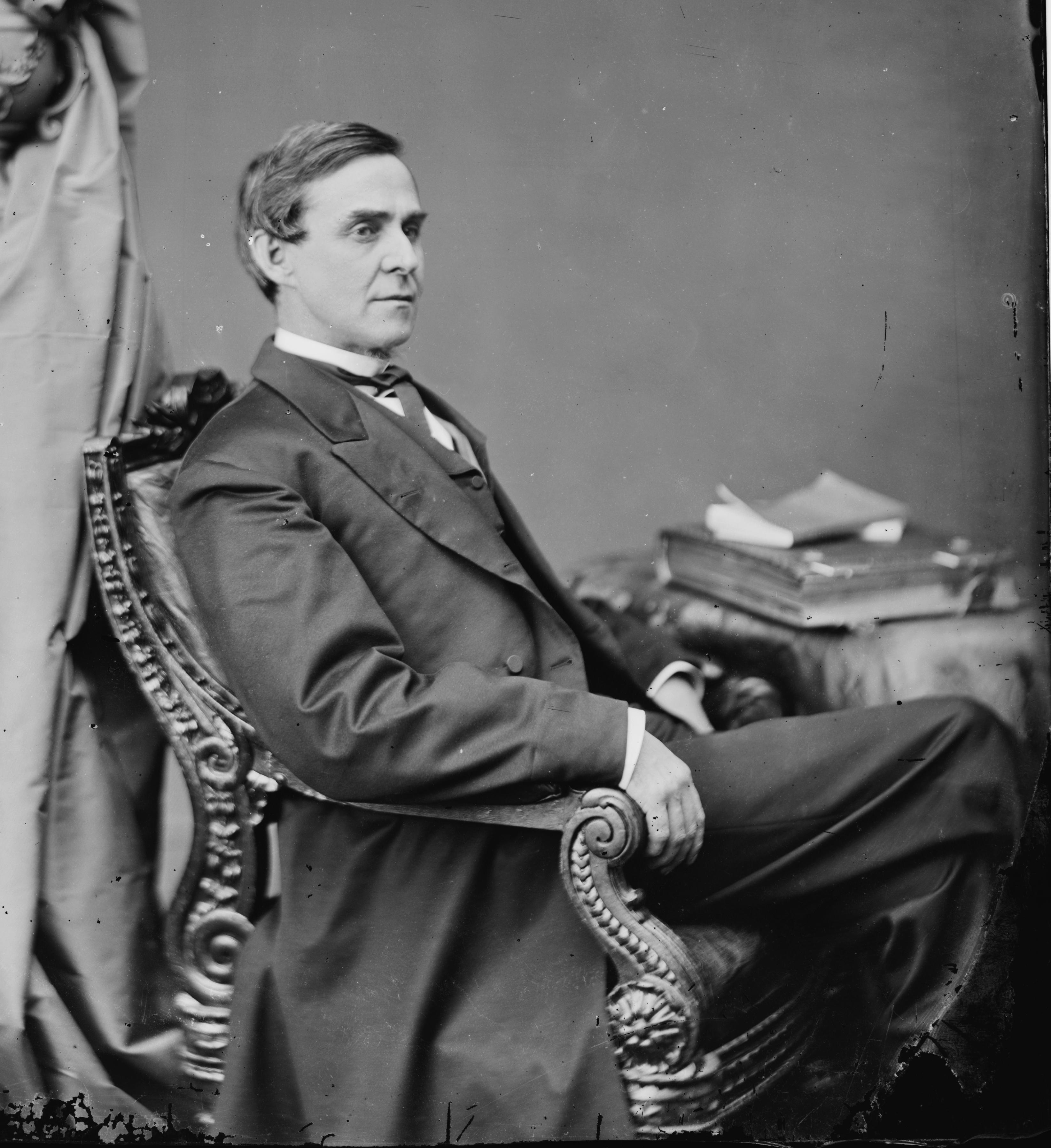
Charles R. Buckalew

Charles Rollin Buckalew (* 28. Dezember 1821 im Fishing Creek, Columbia County, Pennsylvania; † 19. Mai 1899 in Bloomsburg, Pennsylvania) war ein US-amerikanischer Politiker (Demokratische Partei), der den Bundesstaat Pennsylvania in beiden Kammern des Kongresses vertrat.

## Leben
Nach seinem Abschluss an einer Privatschule im Susquehanna County studierte Charles Buckalew Rechtswissenschaften, wurde 1843 in die Anwaltskammer aufgenommen und begann im folgenden Jahr in Bloomsburg zu praktizieren. Im Columbia County amtierte er von 1845 bis 1847 als Staatsanwalt.
Zwischen 1850 und 1853 war Buckalew als Mitglied des Staatssenats erstmals politisch tätig. 1854 gehörte er einer Kommission zum Abschluss eines Vertrages mit Paraguay an, 1857 war er Vorsitzender der Demokratischen Partei von Pennsylvania. Es folgte eine weitere Amtsperiode im Staatssenat von 1857 bis 1858.
Ebenfalls im Jahr 1857 wurde Charles Buckalew in eine Kommission berufen, die das Strafgesetzbuch von Pennsylvania überarbeitete. Im folgenden Jahr wurde er als Nachfolger von Philo White zum Gesandten der Vereinigten Staaten in Ecuador berufen, was er bis 1861 blieb. Nach seiner Rückkehr gewann er 1862 die Wahl zum Vertreter Pennsylvanias im US-Senat; diesem gehörte er vom 4. März 1863 bis zum 3. März 1869 an. Im Jahr seines Ausscheidens aus dem Kongress wurde er zum dritten Mal Staatssenator.
Nach einer erfolglosen Kandidatur als Gouverneur von Pennsylvania im Jahr 1872 war Buckalew 1873 Delegierter zum Verfassungskonvent des Staates. 1887 zog er dann noch einmal in den US-Kongress ein, wo er im Repräsentantenhaus von 1887 bis 1891 verblieb. Danach wurde er wieder als Anwalt in Bloomsburg tätig, wo er auch im Mai 1899 starb.